# Esteban de Bilbao Eguía
Esteban de Bilbao Eguía, marquis de Bilbao Eguía, né à Bilbao le 11 janvier 1879 et mort à Durango le 23 septembre 1970, est un homme politique carliste et franquiste espagnol qui a occupé diverses fonctions politiques de 1904 à 1965, en particulier comme député, sénateur, président de la députation forale de Biscaye et ministre de la justice. Il a été collaborateur des journaux El Diario Vasco et El Día.

## Distinctions
- Grand-croix de l'ordre d'Isabelle la Catholique

## Publications
- Discursos varios, Madrid, 1940.
- Aparisi y Guijarro, San Sebastián,  1941.
- La idea del orden como fundamento de una filosofía política, singularmente del pensamiento de Vázquez Mella, Madrid, 1945.
- Discurso del Excmo. Sr. D. Esteban Bilbao. En appendice de : Crónica del milenario de la Cámara Santa: 1942, Oviedo, Mairie d'Oviedo, 1947, p. [27]-40.
- Jaime Balmes y el pensamiento filosófico actual, Barcelone, 1949
- La idea de la justicia y singularmente de la justicia social, Madrid, 1949.

### Articles
- Comunión Tradicionalista.

## Articles externes
- Encyclopédie digitale basque "Auñamendi". Esteban Bilbao Eguía
- Chacón Delgado, Pedro José. Noblesse avec Liberté. Biographie de la droite basque. Éditorial Atxular Atea. FPEV 2015 Descends licence CC BY-SA 3.0).
- Intervention d'Esteban de Bilbao Eguía dans les Cours (1946) en Youtube